# Wild Horses (chanson des Rolling Stones)
Pour les articles homonymes, voir Wild Horse.
Singles de The Rolling Stones
Brown Sugar
(1971) Tumbling Dice
(1972)
Pistes de Sticky Fingers
Sway
(2) Can't You Hear Me Knocking
(4)
Wild Horses est une chanson du groupe de rock britannique The Rolling Stones écrite par Mick Jagger et Keith Richards. Elle est parue d'abord en avril 1971 sur l'album Sticky Fingers, puis en single en Amérique du Nord le 12 juin 1971 avec Sway en face B.
Elle était déjà publiée auparavant par The Flying Burrito Brothers car les Stones ne pensaient pas que la démo valait la peine d'être entièrement enregistrée, avant de changer d'avis.
La chanson est classée 334e au classement des 500 meilleures chansons du magazine Rolling Stone.

## Inspiration et enregistrement
Cette chanson était à l'origine une chanson écrite par Keith Richards en 1969 à l'occasion de la naissance de son fils, Marlon. Mick Jagger aurait réécrit les paroles pour parler de sa relation avec Marianne Faithfull qui était en train de s'effondrer. Selon Marianne, le refrain « Wild horses couldn't drag me away » (« Des chevaux sauvages n'auraient pu m'arracher d'ici ») est la première phrase qu'elle aurait prononcée après être sortie d'un coma à la suite d'une surdose en 1969 en Australie en ayant avalé cinquante cachets dans du chocolat fondu.
Dans une note apparaissant dans la pochette de l'album paru en 1993 des Rolling Stones Jump Back: The Best of The Rolling Stones, Jagger déclare : « Everyone always says this was written about Marianne Faithfull but I don't think it was; that was all well over by then. But I was definitely very inside this piece emotionally. » (« Tout le monde dit que ce titre a été écrit à propos de Marianne Faithfull mais je ne pense que ce fut le cas ; c'était déjà loin à l'époque. Mais j'y ai mis beaucoup de mes émotions. ») Keith Richards écrivit la mélodie et trouva le titre Wild Horses.
Au départ enregistrée sur une période de trois jours au Muscle Shoals Sound Studio en Alabama, du 2 au 4 décembre 1969, la chanson ne sortit qu'un an plus tard à cause de différends légaux avec l'ancien label du groupe. Avec Brown Sugar, c'est un des deux titres des Rolling Stones provenant de l'album Sticky Fingers sur lesquels Allen Klein possède également les droits. Y jouent Jim Dickinson au piano, Keith Richards à la guitare électrique et à l'acoustique 12 cordes, tandis que Mick Taylor y utilise une guitare acoustique accordée en Nashville (les quatre cordes les plus graves étant remplacées par des cordes à l'octave supérieure).
En 2007, Jerry Hall, l'ex femme de Mick Jagger, déclara que Wild Horses était sa chanson favorite des Rolling Stones.

## Sortie et influence
Avant sa sortie sur l'album Sticky Fingers, Gram Parsons convainquit Jagger et Richards de l'autoriser à enregistrer Wild Horses avec son groupe, The Flying Burrito Brothers. Alors que les Rolling Stones avaient déjà lancé la production des 45-tours du titre, la version des Burrito Brothers fut la première à sortir, apparaissant sur leur second album, Burrito Deluxe, en avril 1970, un an avant Sticky Fingers.
Sorti comme leur second single réservé au départ aux États-Unis en juin 1971, Wild Horses atteignit la 28e place du Billboard Hot 100. Bien que populaire lors des performances live des Rolling Stones, Wild Horses n'est sortie dans une version acoustique/live retravaillée qu'en 1995, sur l'album Stripped. Cette version est sortie en single en 1996.
Ce titre a été de nombreuses fois repris par différents groupes et artistes. Il a été ainsi repris par The Flying Burrito Brothers, Garbage, The Sundays, Elvis Costello, Neil Young, Old and in the Way, Leon Russell, Guns N' Roses, Johnny Goudie, Bush, Labelle, The Lovemongers avec Chris Cornell, Robin Williamson, Jewel, Dave Matthews, Charlotte Martin, Chantal Kreviazuk, Molly Hatchet, Alicia Keys ft. Adam Levine, Tre Lux, Iron & Wine, Stone Sour, Honeytribe, Sheryl Crow, Deacon Blue, Summerhill, Elisa, Melanie Safka, Kitty Hudson, John Barrowman, Charlotte Martin, Susan Boyle, Elizabeth Gillies, Robert Francis, Nolwenn Leroy, Carolina Crown Drum and Bugle Corps, Beth Hart et Jesper Binzer, Richard Marx et Elliott Murphy. 
La version des Sundays fut utilisée pour une publicité Budweiser au début des années 1990. Cette version fut également utilisée en 1996 dans le thriller Fear, en 1999 dans l'épisode Les Chiens de l'enfer (titre original : The Prom) de la saison 3 de Buffy contre les vampires, et en 2010 dans l'épisode Partir un jour… (titre original : One, Maybe Two, Ways Out) de la saison 5 de Psych : enquêteur malgré lui. La version des Rolling Stones apparaît également dans le film Adaptation en 2002. Le générique final du film Shine a Light utilise une version instrumentale de la chanson.

## Personnel

### The Rolling Stones
- Mick Jagger : chant
- Keith Richards : guitare acoustique douze-cordes, guitare électrique, chœurs
- Mick Taylor : guitare acoustique à accord Nashville
- Bill Wyman : basse
- Charlie Watts : batterie

### Musiciens additionnels
- Jim Dickinson : piano bastringue

## Classements
| Classements (1971)   | Meilleure position |
| -------------------- | ------------------ |
| Canada (Top Singles) | 11                 |
| États-Unis (Hot 100) | 28                 |

| Classements (1996)                | Meilleure position |
| --------------------------------- | ------------------ |
| Canada (Top Singles)              | 59                 |
| Pays-Bas (Dutch Top 40 Tipparade) | 4                  |
| Pays-Bas (Dutch Single Tip)       | 2                  |
| Suède (Sverigetopplistan)         | 53                 |

## Certifications
| Pays        | Certification | Ventes  | Date |
| ----------- | ------------- | ------- | ---- |
| Royaume-Uni | Or            | 400 000 | 2022 |

## Version de Susan Boyle
La chanteuse écossaise Susan Boyle interpréta une version de Wild Horses sur son premier album I Dreamed a Dream.
Boyle expliqua au journal Christian Today pourquoi elle décida de chanter ce titre : « Comment ne pas être submergé par ce thème obsédant ? Cela évoque pour moi les souvenirs de mon enfance dans les Council Estates [HLM au Royaume-Uni], la pauvreté et la lutte pour la survie, dont parle le premier couplet. L'ironie du sort et l'amertume. L'une de mes libérations émotionnelles préférées. »

### Charts
| Chart (2009)                | Peak position |
| --------------------------- | ------------- |
| Australie                   | 93            |
| Canada                      | 95            |
| Pays-Bas                    | 99            |
| France (SNEP Digital Chart) | 31            |
| Irlande                     | 11            |
| Royaume-Uni                 | 9             |
| États-Unis                  | 98            |